# タマネギ中毒
タマネギ中毒（タマネギちゅうどく、onion poisoning）とは、ネギ属の喫食を原因とするイヌ、ネコや、ウシなどの動物に起こる食中毒のことである。
サルなどは、用量依存性の障害が生ずることはあっても（過剰に摂食し過ぎると障害が起こる。ヒトも同様）、いわゆる低用量で障害を起こすようなタマネギ中毒にはならない。

## 原因
タマネギ、ネギ、ニンニク、ニラなどのネギ属に含まれる有機チオ硫酸化合物がヘモグロビンを酸化させることにより溶血性貧血を起こす。
血液塗抹標本ではハインツ小体が認められる。また、摂取する食品を加熱しても毒性は消えない。
症状の重さに対する摂取量と体重の相関関係は明確になっておらず、動物の種や個体差にもよる。品種や個体によっては少量の摂取でも死亡する原因として、赤血球中のカリウム濃度が関係しているという報告がある。イヌを例に上げると、HK型イヌ赤血球を持つイヌは赤血球内が高カリウム状態に保たれるため、そのような個体でタマネギ中毒起因の溶解性貧血が発生すると、赤血球内のカリウムが血液中に流出して、高カリウム血症に伴う死亡の危険が高まるとの見解が、1975年に北海道大学の家畜病院で報告された。
また、北海道大学とザガジグ大学の研究グループが、ヒツジのタマネギ中毒発症の研究を行った結果、ヒツジにおいては第一胃内の嫌気性細菌が、発症に関与していることを示唆する研究結果を得ている。

## 症状
症状は貧血、黄疸、可視粘膜蒼白、ヘモグロビン尿など。発症までに1日から数日かかる。慢性症状は肝臓機能の低下。

## 治療
すぐに吐かせる。ビタミン剤投与。有効な治療方法、解毒剤はなく、強心剤、利尿剤などの対症療法を行う。重症の場合は輸血。

## 予防
ネギ属の野菜そのものだけでなく、加工調理した食品でも中毒を起こす上、動物はそれらを忌避する事がないため、人が事前に把握して与えないようにするしかない。